# 马尾蛤目
马尾蛤目（学名：Hippuritida）又被称为“Rudists”，是一类已灭绝的箱形、管状或环状海生双壳类动物，它们最早出现在晚侏罗纪，在白垩纪变得多样化，并成为了白垩纪时期特提斯洋的主要造礁生物，最终因为白垩纪—古近纪灭绝事件完全灭绝。

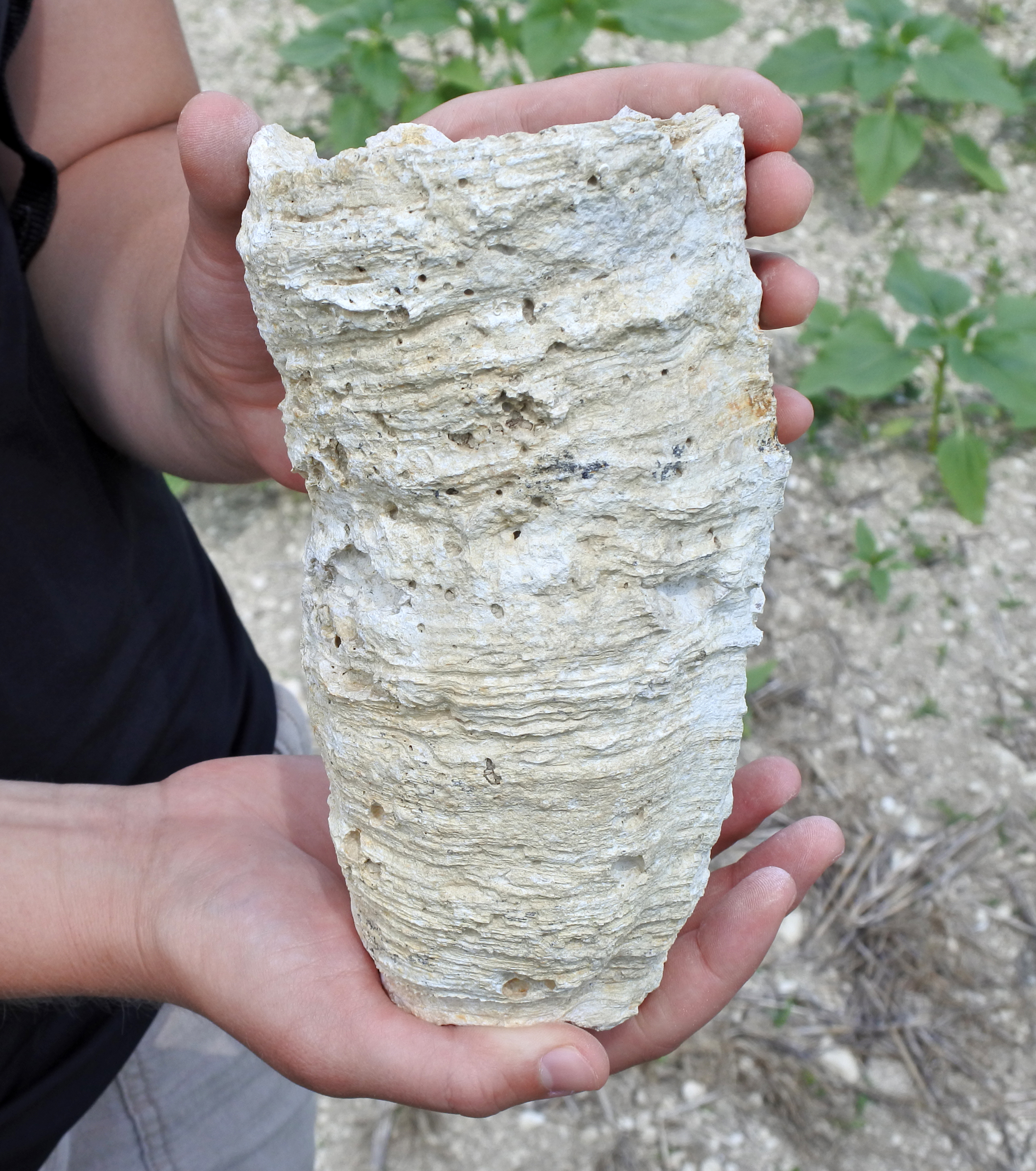
发现于法国西南部莫朗组上白垩统地层中的马尾蛤目化石

## 外壳描述
晚侏罗世的马尾蛤类的壳是细长的，两块贝壳形状相似，通常呈管状或桩形，而白垩纪的造礁马尾蛤类有一块贝壳变得扁平，另一块贝壳则变成了倒置的圆锥体。这些圆锥形的大小从几厘米到一米多不等。
它们的经典形态由一块位于身体下方的大致呈圆锥形的贝壳和一块位于身体上方的较小的贝壳组成，前者附着在海底或邻近的马尾蛤类上，后者充当盖子。位于身体上方的较小的贝壳有多种形态，包括简单的平盖形、低矮的锥体、螺旋形，甚至还有星形。

## 化石年代范围与灭绝
目前已知最古老的马尾蛤类发现于法国晚侏罗世的地层中。
马尾蛤目在白垩纪末期灭绝，这显然是白垩纪—古近纪灭绝事件的结果。科学家认为，马尾蛤类在白垩纪—古近纪灭绝事件前大约250万年时开始衰落，最终在白垩纪结束时的50万年前完全灭绝。马尾蛤目的灭绝发生在马斯特里赫特期（白垩纪末）。

## 分类
根据不同的系统分类学分析，固着蛤类被归类为马尾蛤目（Hippuritoida）或Rudistes（有时是Rudista）。
- †马尾蛤目 Hippuritida
  - †马尾蛤亚目 Hippuritidina
    - †羚角蛤超科 Caprinoidea
      - †科 Antillocaprinidae
      - †羚角蛤科 Caprinidae
      - †科 Caprinuloideidae
      - †科 Ichthyosarcolitidae

    - †辐射蛤超科 Radiolitoidea
      - †羚蛤科 Caprotinidae
      - †双角蛤科 Diceratidae
      - †马尾蛤科 Hippuritidae
      - †科 Plagioptychidae
      - †科 Polyconitidae
      - †辐射蛤科 Radiolitidae

  - †安息蛤亚目 Requieniidina
    - †安息蛤超科 Requienioidea
      - †安息蛤科 Requieniidae
      - †科 Epidiceratidae

比勒尔（Bieler）、卡特（Carter）和科恩（Coan）在2010年分别将不属于固着蛤目的伟齿蛤总科和偏口蛤总科分别归类为伟齿蛤目和簾蛤目，并将它们称为“Rudists”，但这一分类群不是单系的。

## 生态学

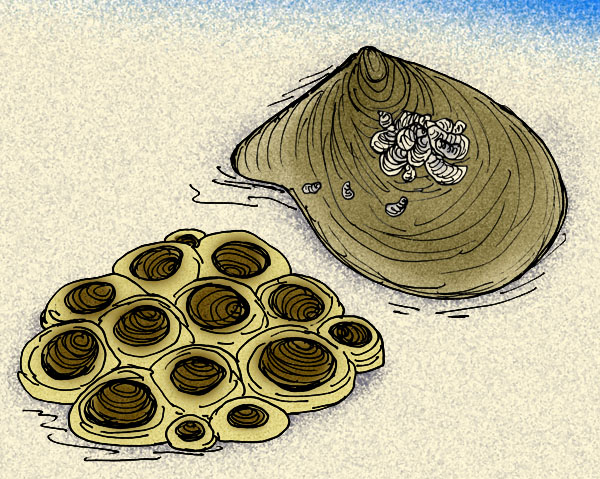
Volviceramus grandis（右）和Durania maxima（左）的对比

将马尾蛤类归类为真正的造礁生物是有争议的，因为它们会在位于身体下部的圆锥形瓣膜之间捕获大量沉积物。因此，马尾蛤类的壳并不像珊瑚礁那样完全由产生自生物的碳酸盐组成。然而，马尾蛤类是白垩纪礁石最重要的组成部分之一。在白垩纪，由马尾蛤类产生的礁石非常多，它们可能将石珊瑚目赶出了许多热带海域（包括如今的加勒比海和地中海大陆架）。它们作为造礁者的成功很可能部分归功于白垩纪的极端环境。在白垩纪时期，热带海域的水温比今天高出6°C至14°C，盐度也更高，虽然这样的环境可能适合马尾蛤类，但它对珊瑚和其他现代造礁者来说并不那么合适。这些由马尾蛤类产生的礁石有时高达数百米，它们通会常在大陆架上绵延数百公里。事实上，它们的分布范围一路从墨西哥湾延伸到了今天的加拿大海洋省份。由于其高孔隙率，马尾蛤类礁石是非常受欢迎的石油储层。